# Will E. Neal

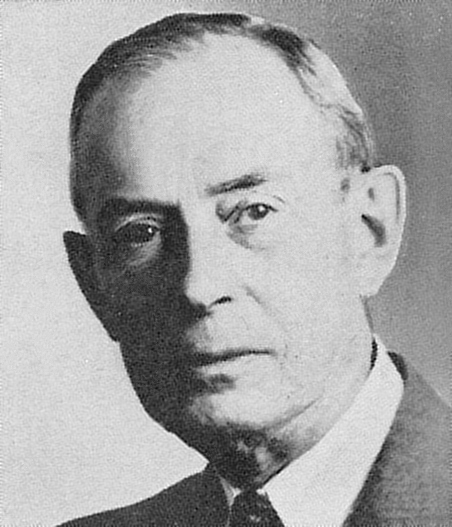
Will E. Neal (1953)

William Elmer Neal (* 14. Oktober 1875 bei Proctorville, Ohio; † 12. November 1959 in Huntington, West Virginia) war ein US-amerikanischer Politiker. Zwischen 1953 und 1955 sowie nochmals von 1957 bis 1959 vertrat er den vierten Wahlbezirk des Bundesstaates West Virginia im US-Repräsentantenhaus.

## Werdegang
Will Neal besuchte die öffentlichen Schulen seiner Heimat. Im Jahr 1894 absolvierte er die Proctorville High School. Danach unterrichtete er sechs Jahre lang an Schulen in Ohio und Kentucky. Es folgte ein Studium an der National Normal University in Lebanon, das er im Jahr 1900 abschloss. Nach einem Medizinstudium an der University of Cincinnati und seiner im Jahr 1906 erfolgten Zulassung als Arzt begann Neal im Jahr 1907 in Huntington in seinem neuen Beruf zu praktizieren. Dort begann Neal auch eine politische Laufbahn. Er wurde Mitglied der Republikanischen Partei und war von 1925 bis 1928 Bürgermeister von Huntington. Von 1931 bis 1952 war er Mitglied im Huntington Park Board. Zwischen 1936 und 1940 gehörte Neal der Gesundheitskommission des Staates West Virginia an. In den Jahren 1951 und 1952 saß er im Abgeordnetenhaus von West Virginia.
1952 wurde Neal im vierten Distrikt von West Virginia in das US-Repräsentantenhaus in Washington, D.C. gewählt. Dort trat er am 3. Januar 1953 die Nachfolge des Demokraten Maurice G. Burnside an, den er bei der Wahl geschlagen hatte. Zu diesem Zeitpunkt war Neal 77 Jahre alt, womit er bis heute der älteste neu ins Repräsentantenhaus gewählte Abgeordnete (Freshman) ist. Da er bereits zwei Jahre später gegen Burnside verlor, konnte Neal bis zum 3. Januar 1955 zunächst nur eine Legislaturperiode im Kongress absolvieren. Im Jahr 1955 war er für einige Monate medizinischer Berater der für die Auslandsoperation in Afghanistan zuständigen Behörde. Bei den Kongresswahlen im Jahr 1956 kandidierte Neal erneut gegen Burnside. Nach seinem Wahlsieg konnte er am 3. Januar 1957 seinen alten Sitz im US-Repräsentantenhaus wieder einnehmen und bis zum 3. Januar 1959 eine weitere Legislaturperiode im Kongress verbringen. Diese war von den Ereignissen des Kalten Krieges bestimmt.
Bei den Wahlen des Jahres 1958 unterlag er dem Demokraten Ken Hechler. Will Neal verstarb am 12. November 1959 in Huntington.